# Ігналінський район
Ігналінський район (лит. Ignalinos rajono savivaldybė) — муніципалітет районного рівня на сході Литви, що знаходиться у Утенському повіті. Адміністративний центр — місто Ігналіна.

## Адміністративний поділ та населені пункти

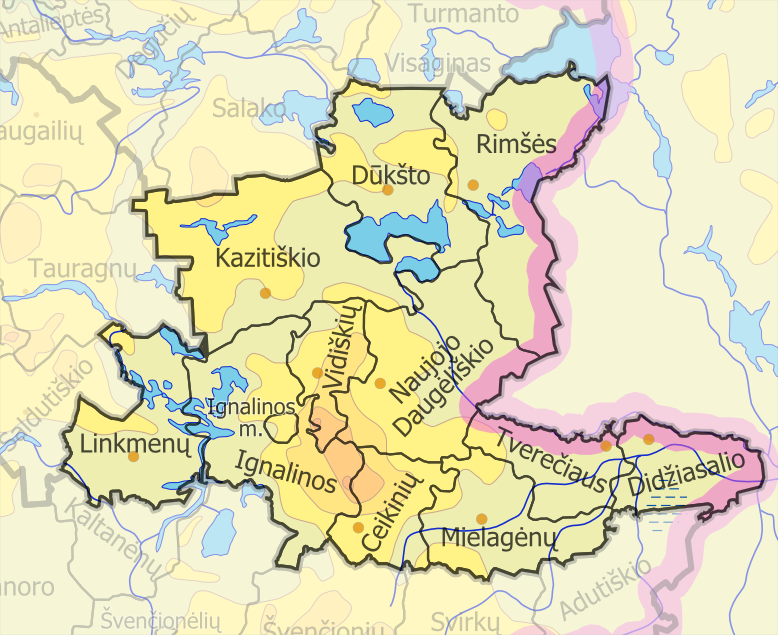
Староства Ігналінського району

Район включає 12 староств (в дужках — адміністративний центр староства):
- Цейкінайське староство (лит. Ceikinių seniūnija; Цейкінай)
- Діджясальське староство (лит. Didžiasalio seniūnija; Діджясаліс)
- Дукштаське староство (лит. Dūkšto seniūnija; Дукштас)
- Ігналіське староство (лит. Ignalinos seniūnija; Ігналіна)
- Ігналінське міське староство (лит. Ignalinos miesto seniūnija; Ігналіна)
- Казитішкіське староство (лит. Kazitiškio seniūnija; Казитішкіс)
- Лінкмяніське староство (лит. Linkmenų seniūnija; Лінкмяніс)
- Мелагенайське староство (лит. Mielagėnų seniūnija; Мелагенай)
- Ново-Даугелішське староство (лит. Naujojo Daugėliškio seniūnija; Нові Даугелішкі)
- Римшіське староство]] (лит. Rimšės seniūnija; Рімше)
- Тверячюське староство (лит. Tverečiaus seniūnija; Тверячюс)
- Видішкеське староство (лит. Vidiškių seniūnija; Видішкес)

Район включає 2 міста — Дукштас та Ігналіна; 3 містечка — Мелагенай, Тверячюс і Рімше; 726 сіл.
Чисельність населення найбільших поселень (2001):
- Ігналіна — 6 591 осіб
- Діджясаліс — 1 744 осіб
- Видішкес — 1 084 осіб
- Дукштас — 1070 осіб
- Казитишкіс — 383 осіб
- Стригайлишкес — 334 осіб
- Нові Дагулишкі — 313 осіб
- Канюкай — 307 осіб
- Мелагенай — 286 осіб
- Рімше — 274 осіб

## Населення
Згідно з переписом 2011 року населення району становило 18386 осіб
Етнічний склад:
- Литовці — 80,83 % (14862 осіб);
- Росіяни — 8,31 % (1528 осіб);
- Поляки — 7,05 % (1297 осіб) ;
- Білоруси — 1,87 % (344 осіб);
- Українці — 0,48 % (89 осіб);
- Татари — 0,15 % (27 осіб);
- Цигани — 0,1 % (19 осіб);
- Латвійці — 0,09 % (16 осіб);
- Німці — 0,09 % (16 осіб);
- Інші — 1,02 % (188 осіб).